# Věrka Serďučka
Andrij Mychajlovyč Danylko (ukrajinsky Андрій Михайлович Данилко / Andrij Mychajlovyč Danylko) (* 2. října 1973 Poltava), známější pod ženským uměleckým jménem Věrka Serďučka (ukrajinsky Вєрка Сердючка / Věrka Serďučka) je populární ukrajinský komik, herec a zpěvák. V roce 2007 reprezentoval Ukrajinu na Eurovision Song Contest 2007 s písní „Dancing Lasha Tumbai“ a skončil na druhém místě.
Andrij Danylko se zajímal o divadlo a estrádu již na střední škole. Roku 1989 v Poltavě v soutěži KVN poprvé vystoupil jako Věrka Serďučka. Jméno Serďučka si vybral víceméně náhodou dle jedné ze svých spolužaček; zpočátku představoval průvodčí (zcela původně prodavačku), postupně ale Andrij proměnil svou Serďučku ve výstřední korpulentní dámu. Širšímu publiku se představil roku 1993 v Kyjevě. Od té doby nabyl značné popularity, zejména na Ukrajině a v Rusku, neboť většinu svých písní zpívá Serďučka v ruštině. Spolupracoval také s dalšími ukrajinskými a ruskými interprety, např. s Maximem Galkinem a Allou Pugačovou.

## Eurovision Song Contest 2007

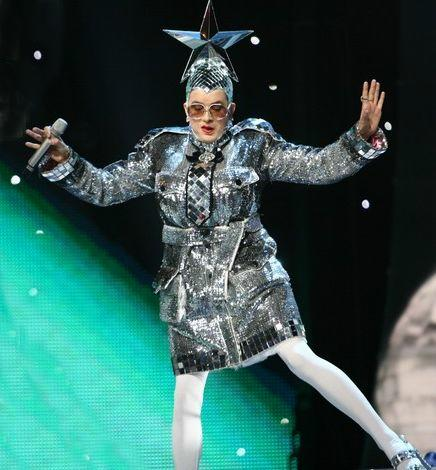
Na Eurovizi 2007

Danylka vybrala prostřednictím národního kola Nacionalna suspilna teleradiokompanija jako reprezentanta Ukrajiny na Eurovision Song Contest 2007 s písní „Dancing Lasha Tumbai“. Někteří Ukrajinci (včetně několika členů parlamentu) považovali postavu Věrky jako groteskní nebo vulgární a s výběrem nesouhlasili.
Píseň byla zpívána ve dvou jazycích – německy a anglicky. Smyšlené spojení lasha tumbai vyvolalo kontroverze, jelikož fráze nápadně připomíná spojení Russia goodbye. Danylko v několika rozhovorech uvedl, že se má jednat o mongolský výraz pro šlehačku, Mongolové ale toto tvrzení vyvrátili.
Skladba skončila ve finále na druhém místě s 235 body za vítězkou Mariji Šerifovićovou.

## Diskografie

### Studiová alba
- 2003: Kha-ra-sho!
- 2003: Chita Drita
- 2006: Tralli-Valli
- 2008: Doremi Doredo

### EP
- 1998: Ya rozhdena dlya lyubvi
- 2020: Sexy

### Kompilace
- 2002: Neizdannoye
- 2004: Zhenikha khotela. Neizdannoye
- 2007: Dancing Europe
- 2008: The Best
- 2017: Vsyo budet khorosho (The Best of Verka Serduchka)

### Filmová hudba
- 2001: Vechera na khutore bliz Dikanki
- 2002: Pesni iz filma Zolushka
- 2003: Novogodnyaya muzykalnaya skazka Snezhnaya Koroleva
- 2003: Pesni iz filma Bezumny den, ili Zhenidba Figaro
- 2004: Za dvumya zaytsami
- 2004: Pesni iz filma Sorochinskaya Yarmarka
- 2015: Spy (Original Motion Picture Soundtrack)

### Instrumentální alba
- 2005: Posle tebya…